# Wairoa Reservoir
Das Wairoa Reservoir ist ein Stausee in der südlichen Region des Auckland Council auf der Nordinsel von Neuseeland.

## Geographie
Der Stausee, der der Trinkwasserversorgung des Großraums Auckland dient, befindet sich im westlichen Teil der Berglandschaft der Hunua Ranges, rund 14,5 km ostsüdöstlich von Papakura. Der See, der eine Fläche von rund 1,0 km² umfasst und über mehrere verzweigte Seitenarme verfügt, erstreckt sich über eine Länge von rund 3,86 km in Nordnordost-Südsüdwest-Richtung und misst an seiner breitesten Stelle rund 360 m in West-Südwest-Ostnordost-Richtung. Der Stausee speichert ein maximales Wasservolumen von rund 12,1 Millionen Kubikmetern und besitzt ein Wassereinzugsgebiet, das rund 13 km² umfasst.
Gespeist wird der See vom zahlreichen Streams der angrenzenden Berge. Seinen Abfluss findet der Stausee nach Süden in den Wairoa River.
Der Stausee gehört zu einer Gruppe von vier Seen, die zur Trinkwasserversorgung von Auckland angelegt wurden. Zu ihnen zählen neben dem Wairoa Reservoir die Seen Cosseys Reservoir, das sich rund 3,5 km nordwestlich befindet, das Upper Mangatāwhiri Reservoir, rund 1,1 km östlich, und das Mangatangi Reservoir, knapp 6 km östlich.

## Staumauer
Die Staumauer, die sich am südlichen Ende des Stausees befindet, ist als Gewichtsstaumauer ausgeführt. Sie besitzt eine Höhe von 47 m und wurde 1975 fertiggestellt. Die Kronenlänge beträgt 213 m. Für den Damm wurden 685.000 m³ Material verwendet.